# Forbestra olivencia
Espèce
Forbestra olivencia  est un insecte lépidoptère  de la famille des Nymphalidae, de la sous-famille des Danainae et du genre Forbestra.

## Dénomination
Forbestra olivencia  a été décrit par Henry Walter Bates en 1780.

### Noms vernaculaires
Forbestra olivencia  se nomme Olivencia Tigerwing en anglais.

### Sous-espèces
- Forbestra olivencia olivencia ; présent au Brésil et au Pérou.
- Forbestra olivencia aeneola Fox, 1967; présent au Pérou.
- Forbestra olivencia juntana(Haensch, 1903); présent en Équateur
- Forbestra olivencia oiticicai (d'Almeida, 1951); présent au Brésil
- Forbestra olivencia truncata(Butler, 1867); présent au Brésil[1].
- Forbestra olivencia ssp au Pérou.
- Forbestra olivencia ssp en Bolivie[1].

## Description
Forbestra olivencia  est un papillon d'une envergure d'environ 60 mm à 75 mm, au corps fin, aux ailes à apex arrondi avec les ailes antérieures bien plus longues que les ailes postérieures et à bord interne concave. Les ailes antérieures ont une partie basale de couleur ocre et une partie distale jaune verdi marquée de grosses taches marron et avec la marge de l'apex marron. Les ailes postérieures sont ocre avec une ligne marginale marron et d'une ligne marron en zigzag parallèle à cette marge.
Le revers est semblable.

## Écologie et distribution
Forbestra olivencia est présent en Colombie, en Équateur, en Bolivie, au Pérou, au Brésil,.

### Protection
Pas de statut de protection particulier.